# Cheché Vidal
Juan José Vidal Noya (Vigo, España; 29 de mayo de 1959), más conocido como Cheché Vidal, es un exfutbolista, ingeniero mecánico y empresario venezolano. Es hijo del también futbolista Douglas Vidal y sobrino del también futbolista Rodolfo Noya.
Jugaba como defensa y fue integrante de la selección olímpica de Venezuela que disputó los Juegos Olímpicos de Moscú 1980, así como integrante de la selección que disputó la Copa América 1979.
Fue también creador del portal web FIFA.com en 1994.

## Selección nacional
Con Venezuela obtuvo la medalla de plata en los Juegos Centroamericanos y del Caribe Medellín 1978, y medalla de oro en los Juegos Centroamericanos y del Caribe de La Habana 1983.
Entre las competiciones internacionales en las que Cheché participó resaltan la Copa América de 1979 y en los Juegos Olímpicos de 1980 en Moscú.

### Participaciones en Juegos Olímpicos
| Torneo                   | Sede  | Resultado    |
| ------------------------ | ----- | ------------ |
| Juegos Olímpicos de 1980 | Moscú | Primera fase |

## Tecnología
Egresado de la Universidad de Boston, con título de ingeniero, Cheche fue vicepresidente de tecnología y miembro del Comité de Gerencia del Comité Organizador de la Copa Mundial de Fútbol de 1994 de Estados Unidos. Al terminar el mundial, Cheche visualizó y desarrolló FIFA.com ese mismo año, reconocido históricamente como el primer Portal oficial de una Federación deportiva en el Internet.  Para ello, fundó su propia empresa en Los Ángeles, California (EE. UU.). Además de FIFA.com, En-Línea creó también los servicios de Conmebol, Concacaf, CAF, USSF, varias otras Federaciones de fútbol, Clubes como el Manchester United y Barcelona FC, y los grandes eventos deportivos del mundo tales como Las Olimpiadas de Atlanta (1996), Mundial de Francia (1998), Mundial de Rugby (1999), y la Eurocopa de Naciones (1996).
Desde el 2004, después de vender los derechos de FIFA.com a la FIFA, Cheche trabaja en el desarrollo de una plataforma digital para el deporte, capaz de digitalizar el ecosistema del deporte mundial.